# كامينكا
كامينكا (بالروسية: Каменка) هي إحدى مدن روسيا في الكيان الفدرالي الروسي بانزا أوبلاست.